# Agrypon uchidai
Agrypon uchidai är en stekelart som först beskrevs av Townes, Momoi och Henry Keith Townes, Jr. 1965.  Agrypon uchidai ingår i släktet Agrypon och familjen brokparasitsteklar. Inga underarter finns listade i Catalogue of Life.